# Witsand
Witsand è una località costiera sudafricana situata nella municipalità distrettuale di Eden nella provincia del Capo Occidentale.

## Geografia fisica
Il piccolo centro abitato presso l'estuario del fiume Breede a poca distanza dalla cittadina di Port Beaufort.